# Washington (Caroline du Nord)
Pour les articles homonymes, voir Washington.
La ville de Washington est le siège du comté de Beaufort, situé en Caroline du Nord, aux États-Unis. Sa population, qui s’élevait à 9 744 habitants lors du recensement de 2010, est estimée à 9 536 habitants en 2018.

## Histoire
La ville est la première aux États-Unis à avoir été nommée d’après George Washington.

## Source
- (en) Cet article est partiellement ou en totalité issu de l’article de Wikipédia en anglais intitulé « Washington, North Carolina » (voir la liste des auteurs).

1. ↑  (en) « Population and Housing Unit Estimates » (consulté le 16 août 2019)
2. ↑  (en) « Census of Population and Housing », Census.gov (consulté le 4 juin 2015)